# Matthé Pronk
Matheus "Matthé" Pronk (Warmenhuizen, Schagen, 1 de juliol de 1974) és un ciclista neerlandès, professional de 1999 a 2012.
El seu pare Mattheus i el seu germà Jos també s'han dedicat al ciclisme.

## Palmarès en ruta
- 1997
  - 1r al Tour a la província de Lieja i vencedor d'una etapa
  - 1r a l'Étoile du Brabant i vencedor d'una etapa
  - Vencedor d'una etapa del Tour de la Regió Valona
- 1998
  - 1r a l'Olympia's Tour
  - 1r a l'Internationale Wielertrofee Jong Maar Moedig
  - 1r a la Volta a Limburg
  - Vencedor d'una etapa del Circuit des Mines
- 2002
  - 1r al Gran Premi de la vila de Zottegem
- 2003
  - 1r a la Nokere Koerse
  - 1r a la Druivenkoers Overijse
- 2004
  - 1r a la Noord Nederland Tour (ex aequo amb 21 ciclistes)

### Resultats al Giro d'Itàlia
- 2000. 110è de la classificació general

### Resultats a la Volta a Espanya
- 2001. 56è de la classificació general
- 2009. 124è de la classificació general

## Palmarès en pista
- 1996
  -  Campió dels Països Baixos en Scratch
- 2003
  -  Campió dels Països Baixos en Derny
  -  Campió dels Països Baixos en Puntuació
  -  Campió dels Països Baixos en Madison (amb Jos Pronk)
- 2007
  - Campió d'Europa de Derny
- 2008
  - Campió d'Europa de Derny
- 2011
  -  Campió dels Països Baixos en Mig Fons
- 2012
  -  Campió dels Països Baixos en Mig Fons